# Peperomia pernambucensis
Peperomia pernambucensis es una especie de planta con flores de la familia Piperaceae. A diferencia de otras peperomias, sus inflorescencias crecen en varios ramos de espigas en cada tallo en vez de una sola espiga por cada tallo.

## Sinónimos
- Peperomia aphanoneura C. DC.
- Peperomia atirroana Trel.
- Peperomia balsapuertana Trel.
- Peperomia brevicaulis Trel.
- Peperomia breviscapa Trel.
- Peperomia lechleriana Trel.
- Peperomia longifolia C. DC.
- Peperomia lopezensis Trel.
- Peperomia paniculata Regel
- Peperomia subacaulis Trel.